# Bioconservadorismo
O bioconservadorismo é uma posição filosófica, política e ética que se opõe ao uso de tecnologias radicais para a modificação e primoramento humano, especialmente no contexto do transumanismo. Enquanto o transumanismo defende o uso de avanços tecnológicos para superar as limitações biológicas humanas (como envelhecimento, doenças e morte), o bioconservadorismo adota uma postura mais cautelosa ou contrária a essas mudanças. Os bioconservadores levantam preocupações sobre as implicações éticas, sociais e culturais dessas tecnologias.
Alguns dos principais argumentos bioconservadores incluem:
Preservação da Natureza Humana: Os bioconservadores acreditam que a modificação genética e outras intervenções tecnológicas podem corromper ou destruir a essência do que significa ser humano. Para eles, preservar a natureza humana como ela é — com todas as suas limitações e imperfeições — é fundamental.
Desigualdade Social: Uma das principais preocupações é que as tecnologias de aprimoramento humano possam criar ou ampliar desigualdades. Se apenas uma parcela da população tiver acesso a essas tecnologias, isso poderia gerar uma divisão ainda maior entre ricos e pobres, ou entre "aprimorados" e "não-aprimorados".
Riscos à Saúde e à Segurança: Os bioconservadores ressaltam que o uso de tecnologias emergentes, como a edição genética e implantes cibernéticos, pode ter consequências imprevisíveis e perigosas para a saúde humana e o meio ambiente.
Questões Éticas e Morais: Para muitos bioconservadores, mexer com os limites naturais da vida, como tentar prolongá-la indefinidamente ou modificar a genética humana, pode ser considerado uma violação dos valores éticos e morais. Alguns associam isso a uma tentativa de "brincar de Deus", como no caso da crítica à clonagem e à manipulação genética.
Autores como Francis Fukuyama, em seu livro Our Posthuman Future: Consequences of the Biotechnology Revolution (2002), são figuras centrais no bioconservadorismo. Fukuyama argumenta que a busca transumanista pela modificação humana pode ter consequências devastadoras para a sociedade, ameaçando a igualdade e a dignidade humana.
Portanto, o bioconservadorismo se posiciona como uma crítica ao transumanismo, defendendo a manutenção dos valores tradicionais e questionando os efeitos de intervenções tecnológicas profundas na condição humana.